# Baltijaur
Baltijaur är en sjö i Storumans kommun i Lappland och ingår i Umeälvens huvudavrinningsområde. Sjön har en area på 0,151 kvadratkilometer och ligger 331,1 meter över havet. Sjön avvattnas av vattendraget Kvarnbäcken.

## Delavrinningsområde
Baltijaur ingår i det delavrinningsområde (721978-156624) som SMHI kallar för Mynnar i Stenselet. Medelhöjden är 382 meter över havet och ytan är 8,98 kvadratkilometer. Räknas de 6 avrinningsområdena uppströms in blir den ackumulerade arean 66,94 kvadratkilometer. Kvarnbäcken som avvattnar avrinningsområdet har biflödesordning 2, vilket innebär att vattnet flödar genom totalt 2 vattendrag innan det når havet efter 244 kilometer. Avrinningsområdet består mestadels av skog (91 procent). Avrinningsområdet har 0,15 kvadratkilometer vattenytor vilket ger det en sjöprocent på 1,7 procent.